# Football Manager 2005
Football Manager 2005 es un juego de la saga Football Manager . Fue desarrollado por Sports Interactive y salió a la venta el 5 de noviembre de 2004, distribuido por Sega.
El 12 de febrero de 2004 tras la separación de los dsitribuidores de Eidos, se anunció que Sports Interactive, desarrolladores del juego Championship Manager, habían adquirido la marca y podían lanzar sus juegos con el nombre de "Football Manager", mientras que la serie Championship Manager continuaría por separado, pero sin relación con Sports Interactive.
Conocido como "FM 2005", compitió directamente con Championship Manager 5, de la compañía Beautiful Game Studios, sostenida económicamente por Eidos.
Football Manager 2005 incluía una interfaz de usuario actualizada, un refinado motor de juego, base de datos actualizada, información pre y post-partido, noticias nuevas, motor de partido 2D (conocido comúnmente como modo chapas), informes de la plantilla, rescisión de contrato de mutuo acuerdo y otras características.
Football Manager 2005 salió a la venta en Reino Unido el 4 de noviembre de 2004, seguido por el lanzamiento en otros países de todo el mundo y llegó a ser la quinta venta más rápida de un juego de ordenador de todos los tiempos (según Eurogamer). La versión de Macintosh del juego llegó con el mismo formato que el de PC por lo que esas ventas también están incluidas.

## Lista de ligas incluidas en Football Manager 2005
| País                | Divisiones | Ligas |
| ------------------- | ---------- | ----- |
| Argentina           | 2          | 2     |
| Australia           | 1          | 1     |
| Austria             | 2          | 2     |
| Bielorrusia         | 2          | 2     |
| Bélgica             | 3          | 4     |
| Brasil              | 3          | 18    |
| Bulgaria            | 2          | 2     |
| Chile               | 2          | 4     |
| China               | 2          | 2     |
| Colombia            | 2          | 2     |
| Croacia             | 2          | 3     |
| República Checa     | 2          | 2     |
| Dinamarca           | 3          | 3     |
| Inglaterra          | 6          | 7     |
| Finlandia           | 2          | 2     |
| Francia             | 3          | 3     |
| Alemania            | 3          | 4     |
| Grecia              | 2          | 2     |
| Hong Kong           | 1          | 1     |
| Hungría             | 2          | 2     |
| Islandia            | 2          | 2     |
| India               | 1          | 1     |
| Indonesia           | 2          | 3     |
| Irlanda             | 2          | 2     |
| Israel              | 2          | 2     |
| Italia              | 4          | 7     |
| Malasia             | 2          | 3     |
| México              | 2          | 2     |
| Holanda             | 2          | 2     |
| Irlanda del Norte   | 3          | 3     |
| Noruega             | 3          | 6     |
| Perú                | 1          | 1     |
| Polonia             | 2          | 2     |
| Portugal            | 3          | 5     |
| Rumanía             | 2          | 4     |
| Rusia               | 2          | 2     |
| Escocia             | 4          | 4     |
| Serbia & Montenegro | 2          | 3     |
| Singapur            | 1          | 1     |
| Eslovaquia          | 2          | 2     |
| Eslovenia           | 2          | 2     |
| Sudáfrica           | 2          | 2     |
| Corea del Sur       | 2          | 2     |
| España              | 3          | 6     |
| Suecia              | 3          | 8     |
| Suiza               | 2          | 2     |
| Turquía             | 3          | 5     |
| Ucrania             | 2          | 2     |
| Estados Unidos      | 1          | 1     |
| Uruguay             | 2          | 2     |
| Gales               | 1          | 1     |

## Polémica en China
Football Manager 2005 fue prohibido en China cuando se vio que regiones como Tíbet y Taiwán fueron incluidos como países independientes. La República Popular China ha reclamado durante mucho tiempo que estas regiones formaran parte de su territorio y sus razones para prohibir el juego fueron que "su contenido es perjudicial para la soberanía e integridad territorial de China ... [que] viola seriamente las leyes chinas y ha sido fuertemente protestado por nuestros gamers".
Sports Interactive publicó un comunicado como respuesta, informando que la versión china del juego (con Taiwán perteneciendo a China tal y como quería el gobierno chino) sería sacada a la venta. También dijeron que la versión que ofendía a China no estaba traducida a chino y no estaba preparada para ser sacada a la venta en China.

## Derechos de autor
Debido a varias disputas y restricciones de derechos de autor, algunas alteraciones tuvieron que ser hechas a la base de datos del juego, lo cual quitó algo de realismo al juego. Cambios perceptibles incluidos fueron los siguientes:
- El nombre del famoso portero alemán Oliver Kahn tuvo que ser eliminado y ser reemplazado por el nombre Jens Mustermann (que significa "hombre simple" en castellano). Esto fue debido a que Kahn permitió que usaran su nombre o su imagen en ciertos juegos de ordenador, y se especula que su nombre fue cambiado por Jens en el juego.
- Las selecciones alemana, holandesa y japonesa nunca eligen jugadores reales, y sólo usan jugadores ficticios.
- Los nombres de los equipos de la liga francesa tuvieron que ser cambiados de su nombre entero a simplemente el nombre de la ciudad que representan. Por ejemplo, el Paris Saint-Germain se llamó Paris, y el Olympique de Marsella, Marsella.
- Los nombres de los equipos de la liga japonesa fueron cambiados a nombres complemente ficticios como Niitsu Unicorn o Katano Blaze.
- El nombre de la J. League fue cambiado por el de N-League o Nihon League.
- Los nombres de la mayoría de trofeos europeos fueron cambiados a nombres ficticios. La UEFA Champions League se llamó Champions Cup, la Copa de la UEFA fue llamada Euro Cup y la Copa Intertoto pasó a llamarse Euro Vase.

### Oficiales
- FootballManager.net - Página web oficial de Sega y Sports Interactive
- Sega Europe
- SIGames.com - Página web oficial de Sports Interactive.
- Myspace - Página de Myspace Oficial Sports Interactive.

### Afiliados
Los Deportes Interactivo han establecido una sección de Afiliados (SIAS) que te puede unir. Ellos ofrecen un número de ventajas a usuarios, como juegos libres para regalar en competiciones, noticias exclusivas y oportunidades de visitar Deportes Interactivos en Islington, Londres. Usted puede ver todos los afiliados aquí
- Datos: Q2713372